# Aechmea veitchii
Aechmea veitchii es una especie fanerógama de la familia de Bromeliáceas, originaria de Costa Rica y Ecuador.

## Descripción
Son terrestres o epífitas, alcanzando un tamaño de 30-65(-100) cm en flor. Hojas 80-100 cm; vainas 3.5-6 cm de ancho, densamente pardo pálido lepidotas, enteras; láminas 3-4.5 cm de ancho, angostadas proximalmente y las hojas a menudo con apariencia subpeciolada, liguladas, glabrescentes a pálido pelosas, subenteras a finamente serradas, acuminadas. Escapo 25-55 cm, erecto; brácteas erectas, imbricadas y ocultando al escapo, finamente serradas. Inflorescencia 5-16(-21) cm, simple, glabra a glabrescente; flores 15-más de 100, polísticas. Brácteas florales más largas que los ovarios y generalmente que los sépalos en la antesis, mucho más de 3 veces el largo de los entrenudos, anchamente ovadas, agudas, recurvadas apicalmente, patentes, nervadas cuando secas, serradas, los sépalos exertos en la fructificación. Flores sésiles; sépalos 10-12 mm, libres, ligera a marcadamente asimétricos, cortamente acuminados, glabros; pétalos blancos.

## Taxonomía
Aechmea veitchii fue descrita por John Gilbert Baker y publicado en Botanical Magazine 103: t. 6329. 1877.
Etimología
Aechmea: nombre genérico que deriva del griego akme ("punta"), en alusión a los picos rígidos con los que está equipado el cáliz.
veitchii: epíteto
Sinonimia
- Chevaliera veitchii (Baker) E.Morren[2][3]